# Raissa Smilis
Cleone Alexandra (Raissa) Smilis (23 oktober 1932 - 28 juli 2011), ook bekend als Raissa Page,  was een Canadees fotografe van Macedonisch-Britse afkomst. Haar foto's gaven stem aan degenen aan de rand van de samenleving, zoals The Guardian haar werk typeerde.
Ze maakte deel uit van het vrouwelijke fotografische collectief Format Photographers (welke in 1983 werd opgericht onder de naam F11; Raissa bevond zich onder de elf oprichters). Daarnaast werkte ze voor verschillende kranten en overheidsinstantie voor jeugdzorg. Smilis was enige tijd getrouwd met Fluxus-artiest Robin Page, met wie zij een dochter kreeg. 